# Pseudorhaphitoma axicula
Pseudorhaphitoma axicula é uma espécie de gastrópode do gênero Pseudorhaphitoma, pertencente a família Mangeliidae.